# موغويون (جبال)

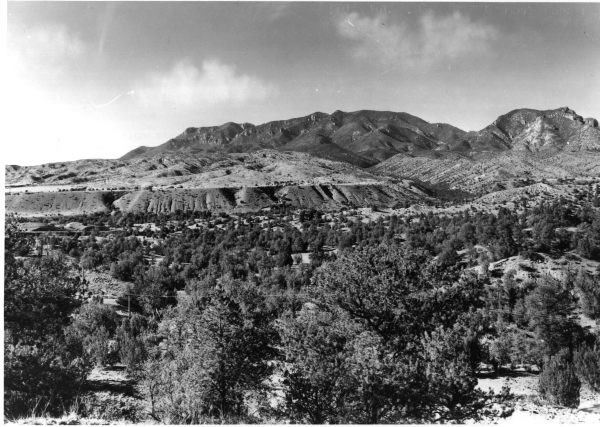
منظر لجبال موغويون من طريق الولايات المتحدة رقم 180 في نيو مكسيكو

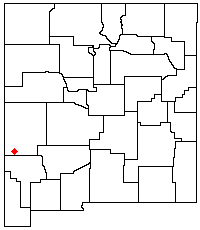
موقع جبال موغويون في غرب نيو مكسيكو

جبال موغويون (بالإنجليزية: Mogollon Mountains) هي سلسلة جبال تمتد بين مقاطعتي غرانت وكاترون في جنوب غرب ولاية نيو مكسيكو في جنوب غرب الولايات المتحدة. وهي محمية من قبل الحكومة كونها تقع داخل غابة جيلا الوطنية.

## الجغرافيا
تقع جبال موغويون غرب نهر جيلا وشرق نهر سان فرانسيسكو، بين بلدتي ريسرف وسيلفر سيتي. وهي تمتد تقريبا من الشمال إلى الجنوب لمسافة 30 ميل (48 كم)، وتشكل جزءا من الفاصل بين نهري سان فرانسيسكو وجيلا. تقع قمة السلسلة على بعد 15 ميل (24 كم) شرق طريق الولايات المتحدة 180، والذي يمر بموازاة جزء من نهر سان فرانسيسكو.تقع سييرا أغيلادا، وهي سلسلة أصغر وذات ارتفاع منخفض، على غرب طريق 180. وتتمتع معظم منطقة جبال موغلون بالحماية داخل براري جيلا ضمن غابة جيلا الوطنية.
أعلى نقطة في السلسلة هي وايتووتر بالدي، والتي ترتفع 10,895 قدم (3,321 م) عن سطح البحر، وهي أعلى نقطة في جنوب غرب نيو مكسيكو. تضم السلسلة أيضا خمسة قمم أخرى يزيد ارتفاعها عن عشرة آلاف قدم، أبرزها موغويون بالدي بارتفاع 10,778 قدم (3,285 م).

## الجيولوجيا
تشكلت جبال موغويون ما بين أربعين وخمسة وعشرين مليون سنة كجزء من هضبة موغويون داتيل البركانية. الينابيع الساخنة الموجودة في المنطقة هي من بقايا هذا النشاط البركاني.

## التاريخ
تم تسمية جبال موغويون على خوان إغناسيو فلوريس موغويون، حاكم نويفو ليون الاستعماري الإسباني بين عامي 1712 و1715، وكانت وقتها ضمن نيابة الملك في إسبانيا الجديدة.
من السكان الأوائل في المنطقة كانت ثقافة ميمبريس (أو حضارة موغويون)، والتي ازدهرت بين عامي 300 قبل الميلاد إلى 1300 م. وشملت الشعوب التي سكنت لاحقا طوائف شريكاوا وميمبريس من الأباتشي. ويقال إن جيرونيمو ولد في المنطقة حوالي عام 1829.
أجريت عمليات تعدين في المنطقة وبدأت في عام 1890 واستمرت لعدة عقود.
لا ينبغي الخلط بين جبال موغويون وحافة موغويون، وهو منحدر كبير في أريزونا يقع على بعد 100 ميل (160 كم) إلى الشمال الغربي من الجبال.